# Гугушвили, Паата Виссарионович
Паата Виссарионович Гугушвили (груз. პაატა ვისარიონის ძე გუგუშვილი; 1905—1987) — советский грузинский учёный в области экономики, доктор экономических наук (1940), профессор (1940), академик АН Грузинской ССР (1974). Директор Института экономики и права АН Грузинской ССР (1944—1967). Отец премьер-министра Виссариона Гугушвили.

## Биография
Родился 28 сентября 1905 года в селе Кадари.
С 1923 по 1928 год обучался на социально-экономическом факультете Тбилисского государственного университета.
С 1930 по 1959 год на педагогической работе в качестве аспиранта, преподавателя, с 1940 года — профессора и заведующего кафедрой политической экономики, вёл курс лекций по вопросам истории народного хозяйства и политической экономики. 
С 1944 по 1967 год одновременно с педагогической занимался научно-исследовательской работой в качестве первого директора Института экономики и права АН Грузинской ССР, одновременно с 1956 по 1967 год являлся членом Госплана Грузинской ССР и с 1958 по 1967 год — главным редактором научного журнала «Экономист Грузии».

### Научно-педагогическая деятельность и вклад в науку
Основная научно-педагогическая деятельность П. В. Гугушвили была связана с вопросами в области политической экономики, социологии и статистике, истории и планирования народного хозяйства, истории экономической мысли и хозяйственного  развития Закавказья и Грузии, занимался исследованиями в области проблемы повышения эффективности общественного производства в сельском хозяйстве и промышленности, повышения производительности труда, хозрасчёта, снижения себестоимости и ценообразования. П. В. Гугушвили являлся — членом Президиума Советской социологической ассоциации (1958—1962) и член исполнительного комитета Международной социологической ассоциации.
В 1933 году защитил кандидатскую диссертацию, в 1940 году защитил докторскую диссертацию на соискание учёной степени доктор экономических наук. В 1940 году ВАК СССР ему было присвоено учёное звание профессор. В 1961 году был избран член-корреспондентом, а в 1974 году — действительным членом  АН Грузинской ССР.  П. В. Гугушвили было написано более двухсот научных работ, в том числе двадцати монографий.

## Основные труды
- Развитие промышленности в Грузии и Закавказье в XIX-XX вв. : [В 3 т.] / Акад. наук Груз. ССР. Ин-т экономики. - Тбилиси : Изд-во Акад. наук Груз. ССР, Т. 1. - 1957. - 343 с
- Шелководство в Грузии и Закавказье в XIX-XX вв.. - Тбилиси : Изд-во Акад. наук Груз. ССР, 1960. - 107 с.
- Производительность труда в аспекте темпов экономического роста и научных основ планирования / П. В. Гугушвили. - Тбилиси : 1970. - 16 с. (Материалы к V Международному конгрессу экономической истории)
- Производительность труда в аспекте темпов экономического роста и научных основ планирования / П. В. Гугушвили чл.-кор. АН ГССР. - Москва :  1970. - 15 с. (Доклад Советская социол. ассоциация. Советский оргком. по подготовке VII Междунар. социол. конгресса. VII МСК. Варна. 1970; 149).
- Теоретические аспекты планирования и прогнозирования / [АН ГССР. Ин-т экономики и права]. - Тбилиси : Мецниереба, 1972. - 80 с.
- О формировании семьи в аспекте воспроизводства населения: Докл. на Всесоюз. науч. конф. г.Тбилиси, 12-14 окт. 1976 г. - Тбилиси : Мецниереба, 1976. - 52 с.
- Социологические вопросы молодежи / Паата Гугушвили. - Тбилиси : Ганатлеба, 1981. - 122 с.
- Экономическое развитие Грузии и Закавказья в XIX-XX вв. : Монографии / П. В. Гугушвили. - Т. 7. Грузинское книгопечатание, 1629-1979. - Тбилиси :Мецниереба, 1984. - 893 с.
- Население. Семья. Детность : Науч.-попул. очерки / Паата гугушвили. - Тбилиси : Мецниереба, 1985. - 167 с.
- Демографические очерки / Паата Гугушвили. - Тбилиси : О-во "Знание" ГССР, 1986 (1987). - 62 с[3]